# 百十四ディーシーカード
株式会社百十四ディーシーカード（ひゃくじゅうしディーシーカード、114 DC CARD Co.Ltd.）は百十四銀行の系列会社であり、ディーシーカードのフランチャイジーである。同行の顧客基盤を基に主に香川県内でディーシーカードの発行、加盟店の獲得している。

## 沿革
- 1982年（昭和57年）12月21日 - 百十四ダイヤモンドクレジット株式会社（ひゃくじゅうしダイヤモンドクレジット）として設立。
- 1983年（昭和58年）2月1日 - 営業開始。
- 1989年（平成元年）4月1日 - 株式会社百十四ディーシーカードに改称。
- 1998年（平成10年）9月24日 - 岡山営業所開設。